# Culex surukumensis
Culex surukumensis é um espécie de mosquito do género Culex, pertencente à família Culicidae.